# Kubinka stridsvagnsmuseum
Kubinka stridsvagnsmuseum är ett museum med stridsvagnar från första världskriget, andra världskriget och kalla kriget beläget i staden Kubinka, i Moskva oblast, i västra Ryssland.

## Museet
Kubinka stridsvagnsmuseum består av öppna och täckta utställningar av många kända stridsvagnar och pansarfordon under hela 1900-talet. Det är också känt för att hysa många unika fordon, till exempel den tyska supertunga stridsvagnsprototypen Panzerkampfwagen VIII Maus, den tunga stridsvagnen Troyanov och ett Karl-Gerät mobilt artilleri, och även enstaka eller begränsade produktionsprototyper från Sovjetunionen och Nazityskland.
Museet har sedan 2016 byggt en ny anläggning (Patriot Park), cirka 12 km från det äldre museet, dit de sakta flyttar vagnarna. När denna flytt kommer vara klar är inte känt. Tillsvidare är det därför värt att besöka båda platserna. 
Den gamla platsen gestaltas av garagelängor där stridsvagnarna står på rad i 6 olika längor. Patriot Park innehåller en rätt stor del utomhusföremål medan gamla siten är bara inomhus. Vill man som exempel se MAUS skall man åka till gamla platsen (2019).

## Bilder

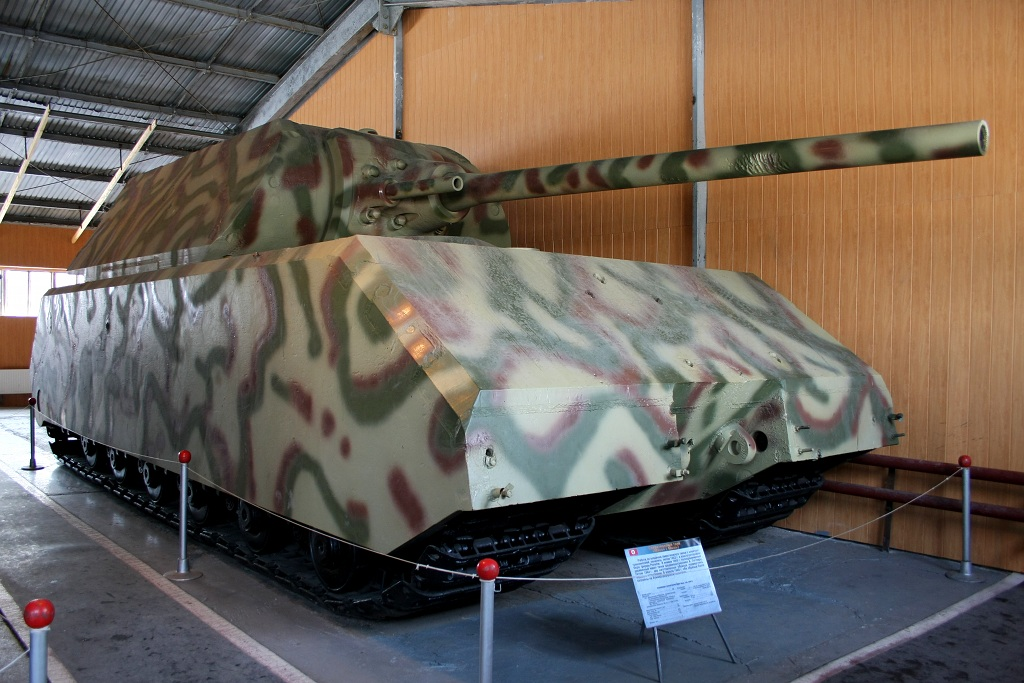
Panzerkampfwagen VIII Maus.
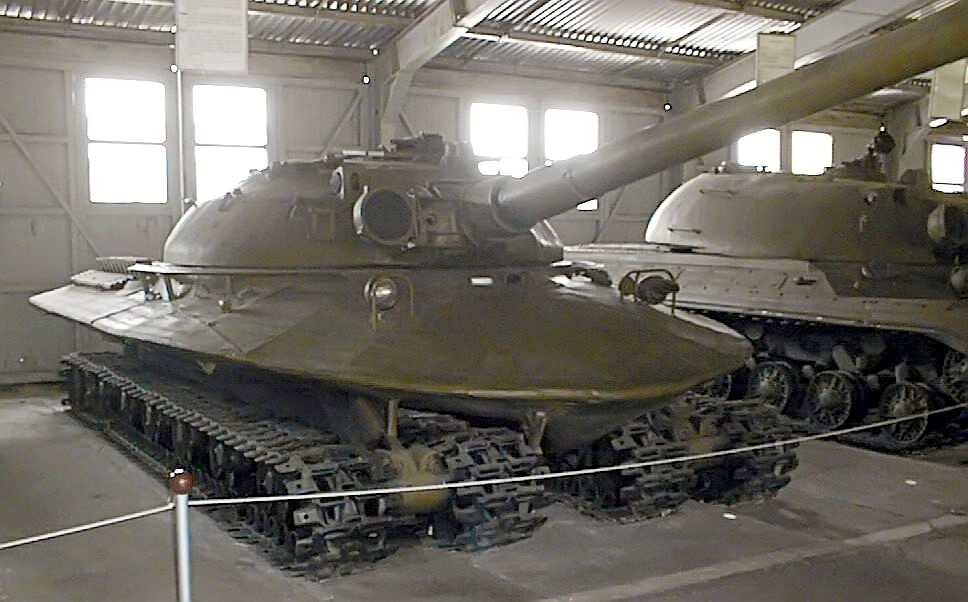
Objekt 279.
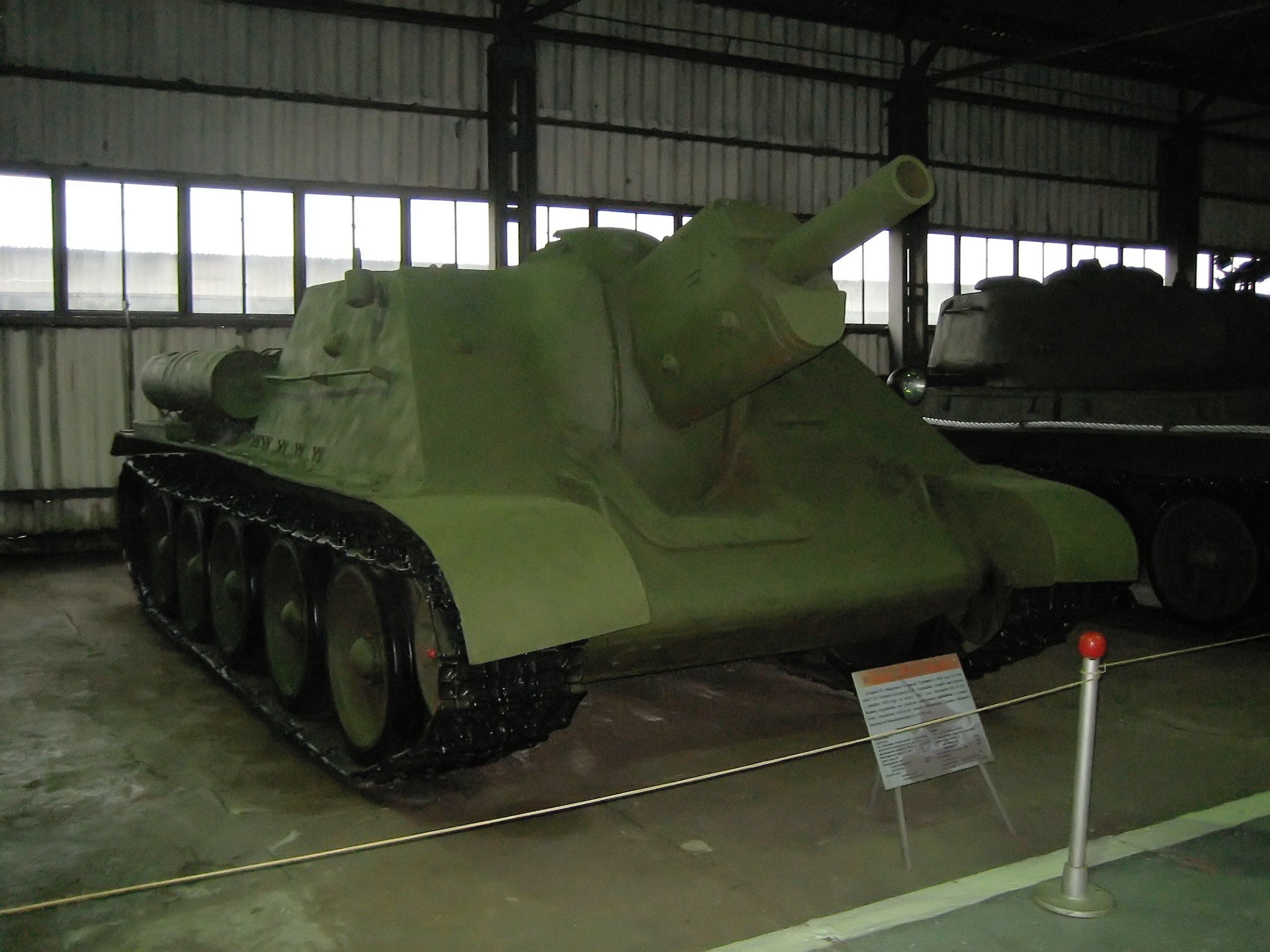
SU-122.
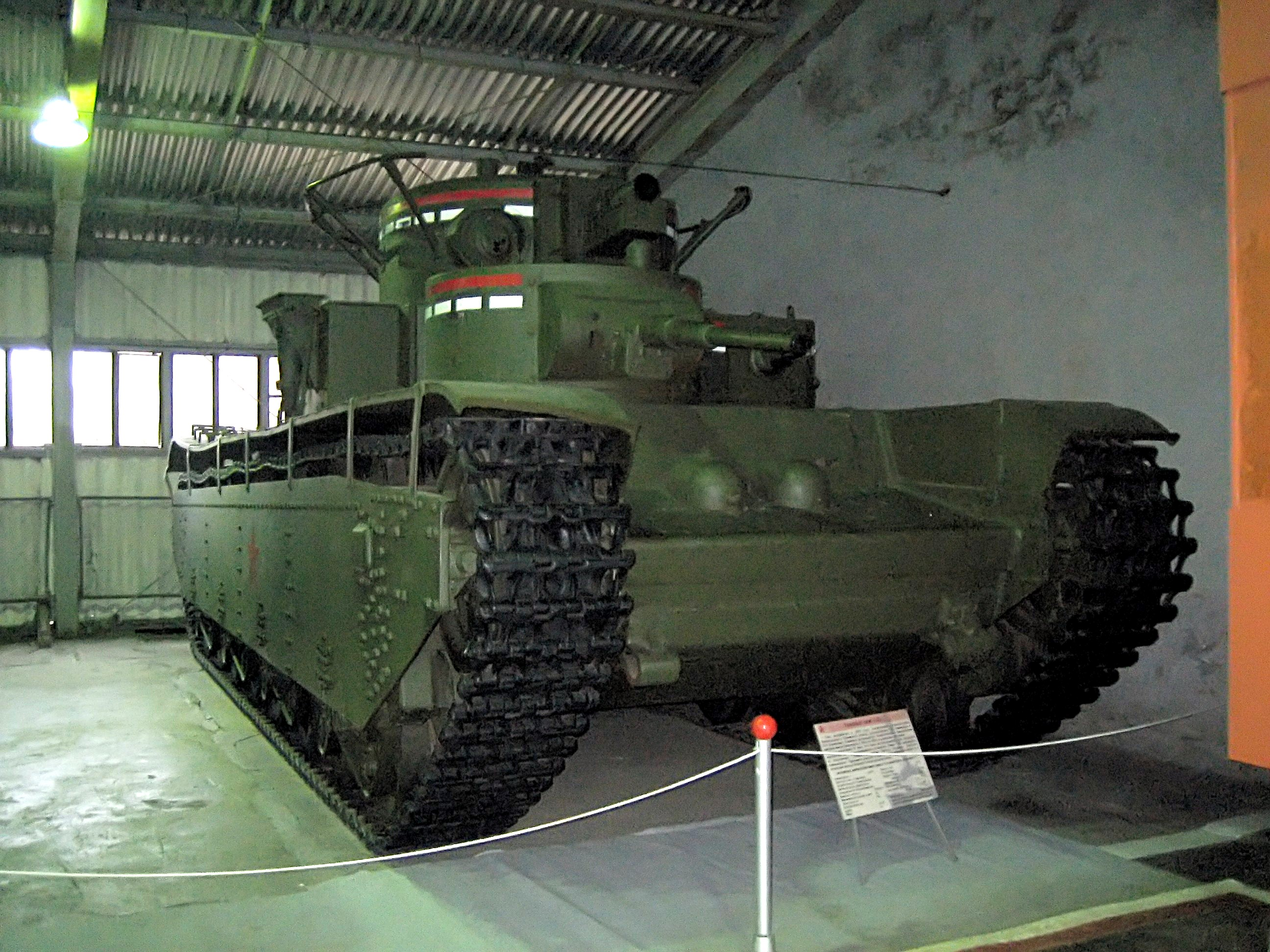
T-35.
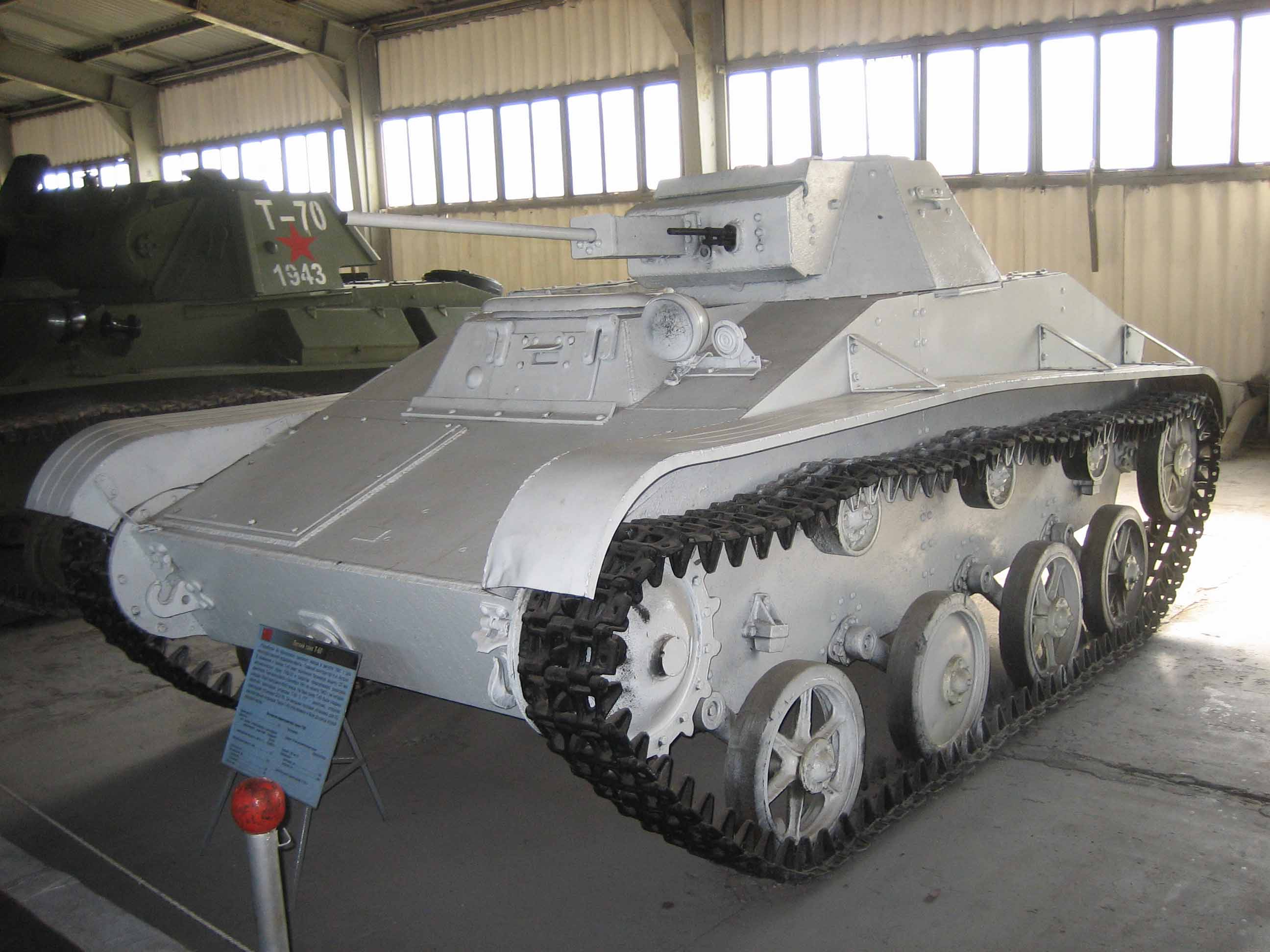
T-60.